# Boloog
De boloog (Bombus confusus) is een vliesvleugelig insect uit de familie bijen en hommels (Apidae). De wetenschappelijke naam van de soort is voor het eerst geldig gepubliceerd in 1859 door Schenck. De laatste waarneming in Nederland was in 1942.
De Nederlandse naam verwijst naar de grote ogen van het mannetje. Het borststuk van de boloog is aan de bovenzijde kort geschoren. Een nest wordt gemaakt onder stenen en dergelijke. De soort vliegt van begin mei tot begin oktober.

## Verspreiding
De boloog komt voor van West-Europa tot in Centraal-Azië. In Europa van Polen tot in Noord-Spanje en van Frankrijk tot aan de Zwarte Zee. De soort gaat overal zeer sterk achteruit.
In Nederland zijn maar weinig vondsten geregistreerd, de meeste in Zuid-Limburg, vooral in Gulpen. Incidentele historische meldingen uit andere gebieden kwamen uit Bergen op Zoom (1900), Terschelling (1913), Vorden (1919), Weert (1938) en Venlo (1941). In sommige jaren waren er uitzonderlijk veel waarnemingen, dit was in 1924 bij Gulpen het geval. Ook in België varieerde in die periode het aantal meldingen sterk. Op 7 mei 1942 werd de boloog in Nederland te Tegelen voor het laatst waargenomen. Het was een koningin.